# گاز اشک‌آور

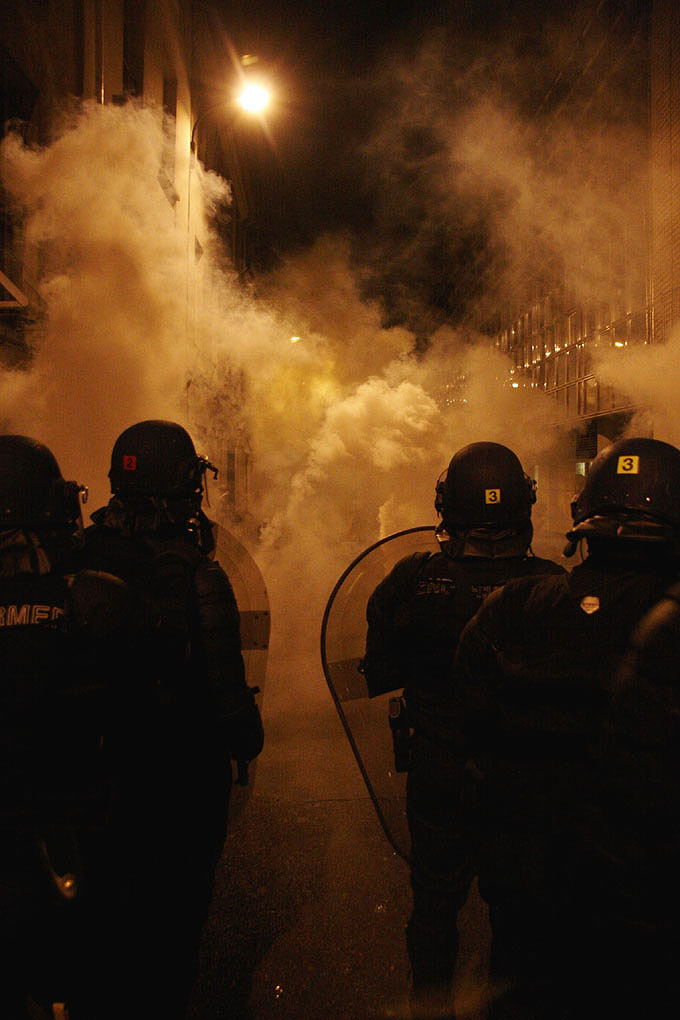
استفاده از گاز اشک‌آور در فرانسه سال ۲۰۰۷.

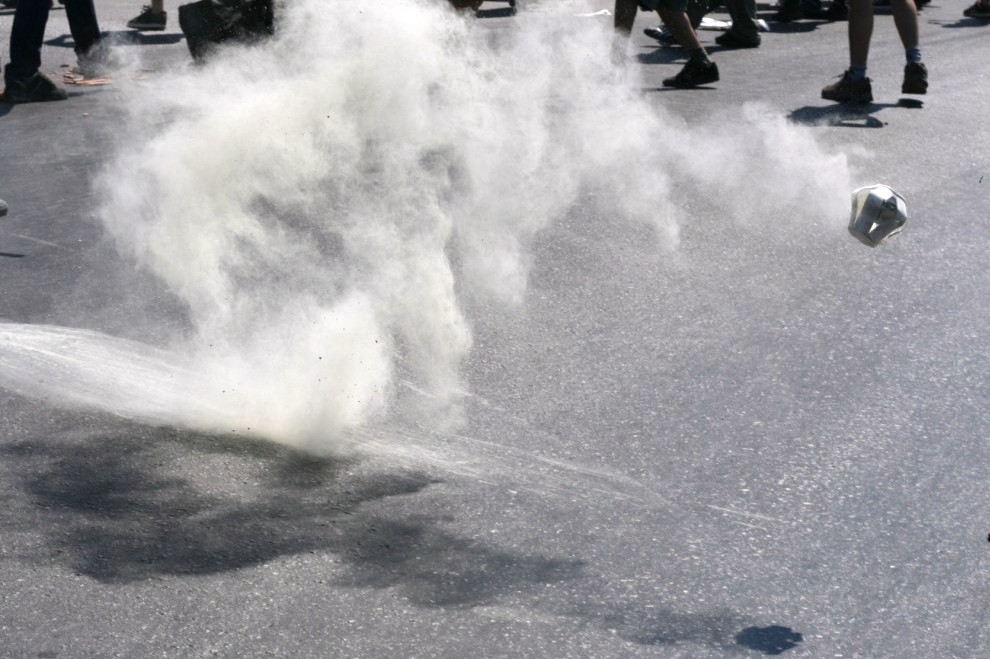
پرتاب یک گاز اشک‌آور.

گاز اشک‌آور یا عامل اشک‌آور ترکیبی شیمیایی است که با تحریک اعصاب قرنیه در چشم‌ها باعث ریزش اشک، درد و حتی کوری موقت می‌شود. گاز اشک‌آور غشای مخاطی در چشمها، بینی، دهان و ریه را تحریک می‌کند و باعث سرازیر شدن اَشک، عطسه، سرفه و دشواری در تنفس می‌شود.
عامل‌های اشک‌آور عموماً به‌عنوان عامل ضدشورش و عامل شیمیایی جنگی به‌کار می‌روند. به‌عنوان مثال، استفاده از گاز اشک‌آور و افشانه فلفل برای کنترل شورش بسیار رایج است.

## سازوکار
گازهای اشک‌آور از ذرات جامد بسیار ریزی تشکیل شده‌اند و وقتی در هوا آزاد می‌شوند، به حالت گاز تبدیل می‌شوند. در نتیجه، استنشاق کنندگان علائم مختلفی را تجربه می‌کنند، از جمله سرفه، سوزش ریه‌ها و اشک چشم، گاهی باعث سوختگی یا کوری موقت و موارد نادر منجر به استفراغ مداوم می‌شود که منجر به مرگ می‌شود.
گازهای اشک‌آور غشای مخاطی چشم، بینی، دهان و ریه‌ها را تحریک می‌کنند و باعث گریه، عطسه، سرفه و تنفس دشوار می‌شوند.

## انواع
اثرات گاز اشک آور با توجه به نوع و کمیت آن که فرد هدف استنشاق می‌کند، متفاوت است. تقریباً ۱۵ نوع از این گازها در جهان تولید می‌شود که از بین آنها سه نوع معروف متفاوت هستند:
1. حداقل اثر: معمولاً مورد استفاده قرار می‌گیرد و از گاز CN ساخته می‌شود که دارای اثر موقتی است و به سرعت محو می‌شود.
2. اثر متوسط: از گاز CS ساخته شده‌است و برای محیط زیست و انسان، سمی و مضر محسوب می‌شود.
3. قوی‌ترین اثر: گاز CR و استفاده از آن در سال ۱۹۵۶ به دلیل اثراتی که باعث استفراغ مداوم و ممکن است منجر به مرگ شود، متوقف شد.

## راه‌های مقابله
اولین خط دفاعی استفاده از «دستگاه تنفس» و ماسک‌های مخصوص است. همچنین، باید تمام صورت را با پارچه خیس، یا ماسک مرطوب بپوشانید. و از یک عینک محکم مانند عینک شنا استفاده کنید. باید لباس کامل بپوشید، هدف این است که تا آنجا که ممکن است پوست از تماس مستقیم با گاز مصون بماند. از لنزهای چشمی و آرایشی استفاده نکنید. چرا که با نشستن ذرّات گاز اشک‌آور روی چشم لنزها به پایین می‌افتد.